# Brasão de Guarulhos
O atual Brasão de Guarulhos  foi instituído pela Lei Municipal 3.761 de 24 de abril de 1991, com as alterações da Lei Municipal 6.635 de 25 de março de 2008.

## Descrição
O atual brasão municipal, descreve-se da seguinte forma:
Escudo clássico português, com a coroa mural de cinco torres, de prata e poternas de goles. Campo de blau com uma cruz latina em abismo, encimada por um crescente posto em chefe, tudo de prata. Posta em “u” cinco cabeças humanas de carnação ficando no alto destro uma de um negro e, abaixo, uma de um índio guaru, posta de frente; no alto sinistro uma de uma mulher e, abaixo, uma de um bandeirante, barbado de prata, com roupa e chapéu de sua cor. Em contrachefe um colonizador português, barbado de sable, com capacete de sua cor. Como suportes duas anhumas a meio vôo. No listel, do campo, a inscrição latina de prata VERE PAVLISTARVM SANGVIS MEVS (latim para "Meu sangue é genuinamente paulista"). Encruzando o listel feixes de cana-de-açúcar e de trigo, em sua cor.

## Aplicação do Brasão Municipal
A feitura do Brasão de Armas deve obedecer à proporção de sete módulos de largura por oito módulos de altura.
É obrigatório o uso do Brasão: a) no edifício-sede dos Poderes Municipais Legislativo e Executivo; b) nos papéis de expediente das repartições municipais, após o término de todo o material gráfico já existente em estoque, e nas publicações oficiais.

## Legislação
- Instituído pelo Ato Municipal 87 de 1º de setembro de 1932.[3]
- Regulamentado pela Lei Municipal 1.679 de 07 de dezembro de 1971.[4]
- Alterado pela Lei Municipal 3.761 de 24 de abril de 1991.[1]
- Alterado pela Lei Municipal 6.357 de 25 de março de 2008.[5]